# Kadam (Einheit)
Kadam (persisch قدم "Ghadam") war eine persische Längeneinheit im Ellenbereich.
- 1 Kadam = 0,61 Meter

Hinweis: Kadem ist der türkische Fuß